# Берёзовая Роща (Алтайский край)
Берёзовая Роща — село в Зональном районе Алтайского края России. Входит в состав Плешковского сельсовета.

## География
Село находится в юго-восточной части региона, в пределах Бийско-Чумышской возвышенности.
Климат
Климат умеренно континентальный. Средняя температура января: −18,2 °C, июля: +18,9 °C. Годовое количество атмосферных осадков: 518 мм..

## Население
| 1997 | 1998 | 1999 | 2000 | 2001 | 2002 | 2003 | 2004 | 2005 |
| ---- | ---- | ---- | ---- | ---- | ---- | ---- | ---- | ---- |
| 11   | →11  | ↘9   | ↘8   | ↗10  | ↗13  | ↘11  | ↘7   | ↘5   |
| 2006 | 2007 | 2008 | 2009 | 2010 | 2011 | 2012 | 2013 |      |
| →5   | ↘3   | →3   | →3   | ↗5   | ↘1   | →1   | ↗2   |      |

Национальный состав
Согласно результатам переписи 2002 года, в национальной структуре населения в посёлке Березовая Роща русские составляли 100 % от 20 чел.

## Инфраструктура
Социальные услуги жители получают в ближайших населённых пунктах.

## Транспорт
Село доступно автомобильным транспортом. К ней идёт просёлочная дорога от села Новая Михайловка.